# 懲教緊急應變隊
懲教緊急應變隊（英文：Correctional Emergency Response Team，縮寫：CERT）前稱先鋒隊，於2000年成立，隸屬於懲教署押解及支援組，主要責任為高風險搜查及押解、防暴（包括處理監獄騷亂及逃獄等）及拯救人質等。與區域應變隊同被稱為「懲教飛虎隊」。

## 組織
懲教緊急應變隊由一名懲教事務監督擔任主管，由一名總懲教主任擔任副管，領導152名人員，有需要時方被召喚出動，全體屬於兼任性質。人員平常擔任日常的押解及支援的職務，分駐該組各個分區，負責維持法院羈留室運作、押解在囚人士往來院所、上庭及往外就醫等任務。每當發生涉及整個部門層面的重大事故，或者院所需要進行大規模的搜查行動等，各隊員就奉召到達現場。

## 歷史
懲教緊急應變隊於2000年由懲教署署長單日堅成立。
2009年，懲教署銳意改革懲教緊急應變隊，因應監獄行動環境，如走廊及工作間等狹窄環境，傳統大型防暴戰術未必適用，故此聘請美國顧問作出研究，著手研究新式的近身自衞術。
2010年3月，懲教署職員訓練院根據外國顧問的建議，透過再度研發壓點控制術（英文：Pressure Points Control Tactics，縮寫：PPCT），為懲教緊急應變隊設計一套根據香港環境制訂的防暴戰術──近身自衞術，主張以2至5名人員組成的小組作為行動小隊，各持不同的裝備及武器，在互相掩護下，可以靈活及有效率地進入不同的室內環境執行防暴任務。其中包括紀律部隊中比較罕見的胡椒珠發射器及弧形逮捕盾等裝備，並且引入了阻燃的行動制服及保護皮靴等等。
2011年4月上旬，高等法院羈留室內的體育館，被押解及支援組改建成的多用途場地啟用，配合部隊持續訓練需要。場館除了有健體器外，鋪設了防撞牆及保護地墊等防護設施，同時置有一批新的戰術訓練器材和裝備，包括人形靶、紅衣護甲、模擬暴徒所穿著的護甲、外加護墊的防暴盾和壓點控制戰術所採用的擊打靶等。

## 遴選訓練
投考加入懲教緊急應變隊的人員，先需要經過挑選，成功通過後，會進入為期11周的安全有效控制戰術專業證書訓練課程 - 懲教緊急應變隊（英文：Professional Certificate in Safe and Effective Control Tactics (PCSECT) - Correctional Emergency Response Team），內容包括體能、壓點控制、直升機游繩空降、防暴演練、戰術、拯救人質、槍械及武器的應用、爆破裝備運用及實地演習等。

### 培訓
往後，人員需要接受更多不同層次及種類的訓練，包括每月舉行的防暴操及接受由懲教署職員訓練院舉辦的各類戰術複修課程，以及與其他本地及海外紀律部隊進行戰術訓練交流、進行實彈訓練及直升機游繩空降等訓練。
為了協助人員時刻保持最佳狀態及有足夠能力應付突發事件，懲教緊急應變隊亦推薦人員參與在香港及海外舉行的培訓及交流活動，包括由新加坡監獄署主辦的「亞洲模擬騷亂應對挑戰賽」及由美國監獄部門主辦的模擬監獄暴亂戰術交流會等等。除了每年參與懲教署所舉行的大型演習外，亦定期安排人員在芝蔴灣訓練基地進行模擬演習。

## 已知裝備

### 制服
懲教緊急應變隊的制服，以杜邦化工NomexR的物料製造而成，具有輕便、透氣及阻燃等功能，在250度高溫下燃燒時，會化成灰燼，不黏皮膚，拉鏈及魔術貼等配件亦具同等功能。

### 防暴裝備
- 催淚彈
- 伸縮警棍
- 胡椒噴劑
- 防暴頭盔
- 戰術頭盔
- MSA防毒面具
- 防割衣
- 防暴背心
- 防割手套
- 防暴靴，採用Gore-Tex物料製造，擁有合金鞋頭，鞋底為防穿透[7][8][9]
- 盔甲（俗稱鐵甲威龍），由15件不同部件組成，淨重9磅，為處理持刀等兇暴性人群的個人防禦裝備。
- 圓盾，為警察機動部隊自行研究製造，以聚碳酸酯物料造，具有阻燃、防刺破及防腐蝕性液體功能。圓盾輕便、堅硬，而且透明，除了可以保護人員外，亦不阻礙擋人員的視野
- 弧形逮捕盾，於2012年引進[10]，帶有弧形粗膠邊，可以限制目標的移動範圍，方便人員在壓點控制術下將目標制服。
- 長盾，以聚碳酸酯物料造，防火及防刺破，高1.65米，可以組織合成為屋型的防線; 短盾則高1.2米。

### 個人武器
| 型號                          | 類型         | 產地   |
| ----------------------------- | ------------ | ------ |
| 史密斯威森M10左輪手槍         | 左輪手槍     | 美国   |
| 雷明登870泵動式霰彈槍         | 霰彈槍       | 美国   |
| UTS-15泵動式霰彈槍            | 霰彈槍       | 土耳其 |
| SIG Sauer MPX SBR半自動卡賓槍 | 卡賓槍       | 美国   |
| 儒格Mini-14半自動步槍         | 卡賓槍       | 美国   |
| Pepperball VKS胡椒球彈槍      | 低殺傷力武器 | 美国   |
| 法德魯防暴槍                  | 低殺傷力武器 | 美国   |
| Tippmann 98 Custom 漆彈槍     | 低殺傷力武器 | 美国   |
| Pepperball TCP胡椒球彈槍      | 低殺傷力武器 | 美国   |
| Penn Arms GL-1榴彈發射器      | 低殺傷力武器 | 美国   |
| Def-Tec 37毫米榴彈發射器      | 低殺傷力武器 | 美国   |

## 相關參見
- 警察機動部隊
- 特別任務連